# Намибија на Светском првенству у атлетици на отвореном 2011.
Намибија је учествовала на 13. Светском првенству у атлетици на отвореном 2011. одржаном у Тегу од 27. августа до 4. септембра једанаести пут. Репрезентацију Намибије представљала су 2 такмичара (1 мушкарац и 1 жена) који су се такмичили у 2 дисциплине (1 мушка и 1 женска). , 

На овом првенству Намибија није освојила ниједну медаљу. Није било нових националних, личних и рекорда сезоне.

## Учесници
| Мушкарци: - Данијел Нгипандулва — 800 м | Жене: - Тјипекапора Херунга — 400 м |  |

## Резултати

### Мушкарци
| Атлетичар           | Дисциплина | Лични рекорд | Група    | Група     | Полуфинале           | Полуфинале           | Финале               | Финале       | Детаљи |
| Атлетичар           | Дисциплина | Лични рекорд | Резултат | Место     | Резултат             | Место                | Резултат             | Место        | Детаљи |
| ------------------- | ---------- | ------------ | -------- | --------- | -------------------- | -------------------- | -------------------- | ------------ | ------ |
| Данијел Нгипандулва | 800 м      | 1:46,62 НР   | 1:48,79  | 7 у гр. 4 | Није се квалификовао | Није се квалификовао | Није се квалификовао | 33 / 43 (44) |        |

### Жене
| Атлетичарка         | Дисциплина    | Лични рекорд | Група    | Група    | Полуфинале            | Полуфинале            | Финале                | Финале       | Детаљи |
| Атлетичарка         | Дисциплина    | Лични рекорд | Резултат | Место    | Резултат              | Место                 | Резултат              | Место        | Детаљи |
| ------------------- | ------------- | ------------ | -------- | -------- | --------------------- | --------------------- | --------------------- | ------------ | ------ |
| Тјипекапора Херунга | 400 м препоне | 51,84 НР     | 54,08    | 6 у гр 2 | Није се квалификовала | Није се квалификовала | Није се квалификовала | 29 / 36 (37) |        |